# Johann Georg von Schäffer-Bernstein

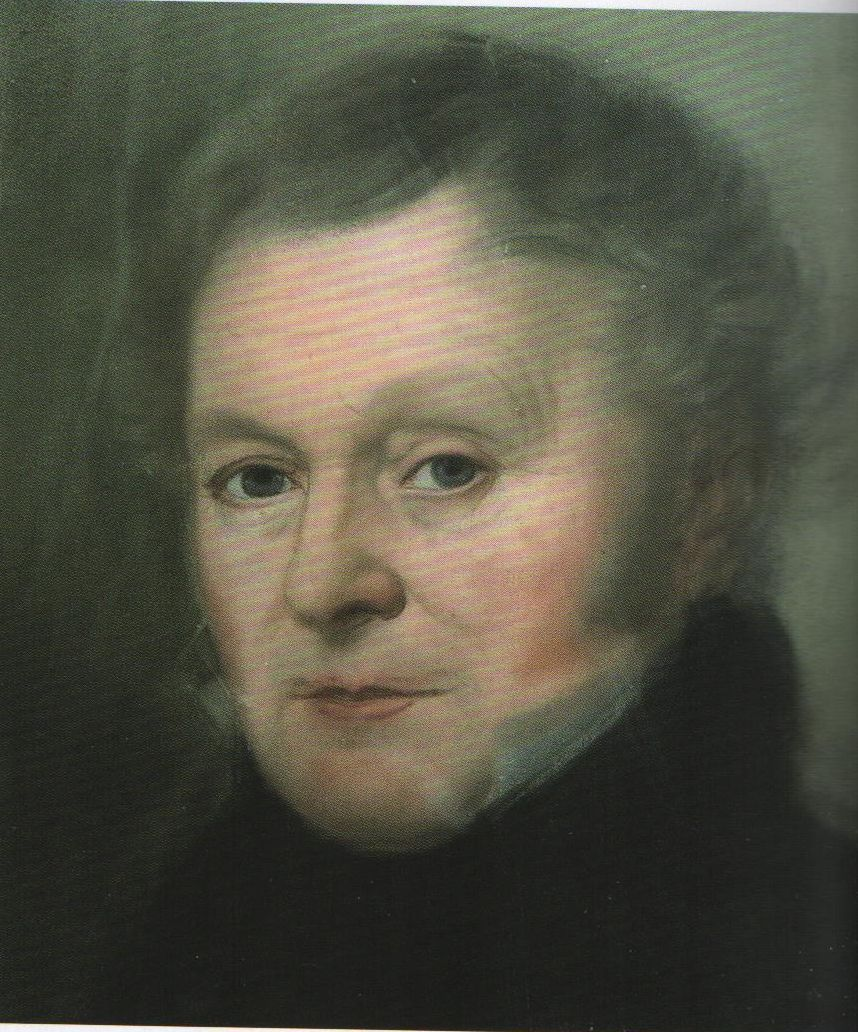
Johann Georg von Schäffer-Bernstein (Pastellbildnis um 1815)

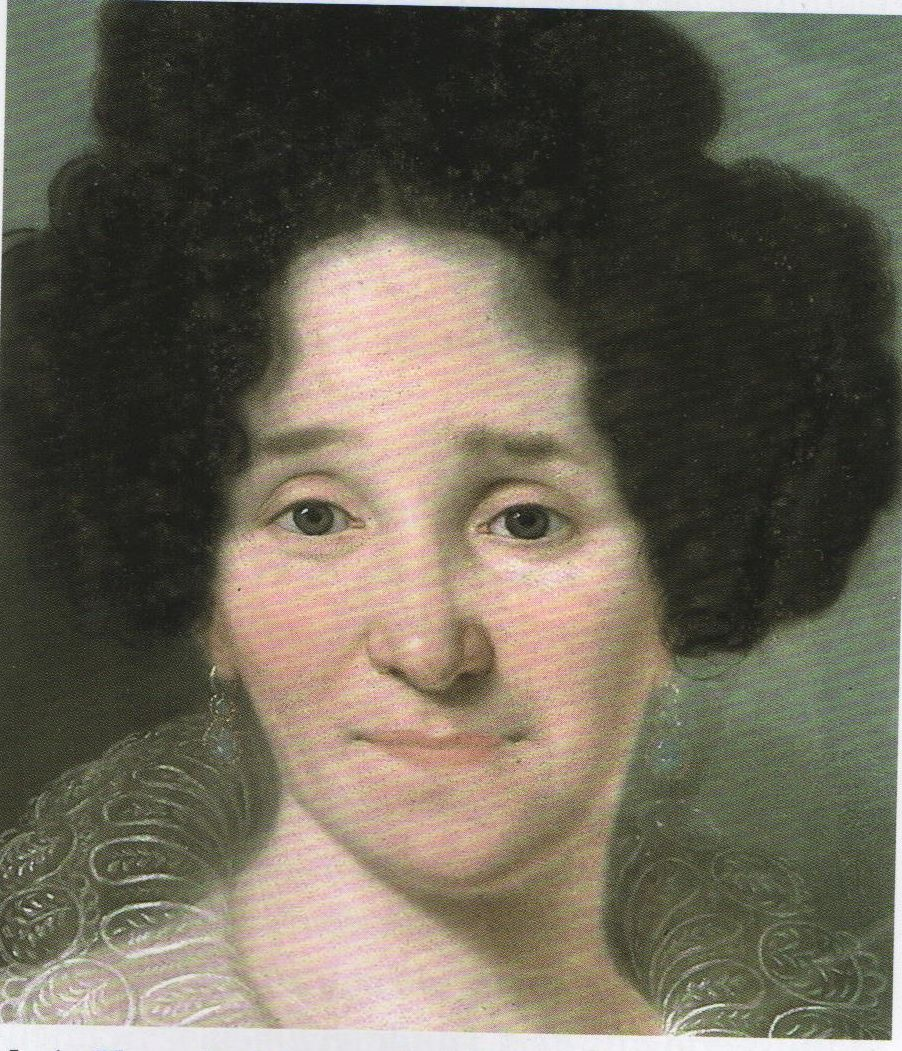
Die 2. Frau, Maria Theresia geb. Harbert

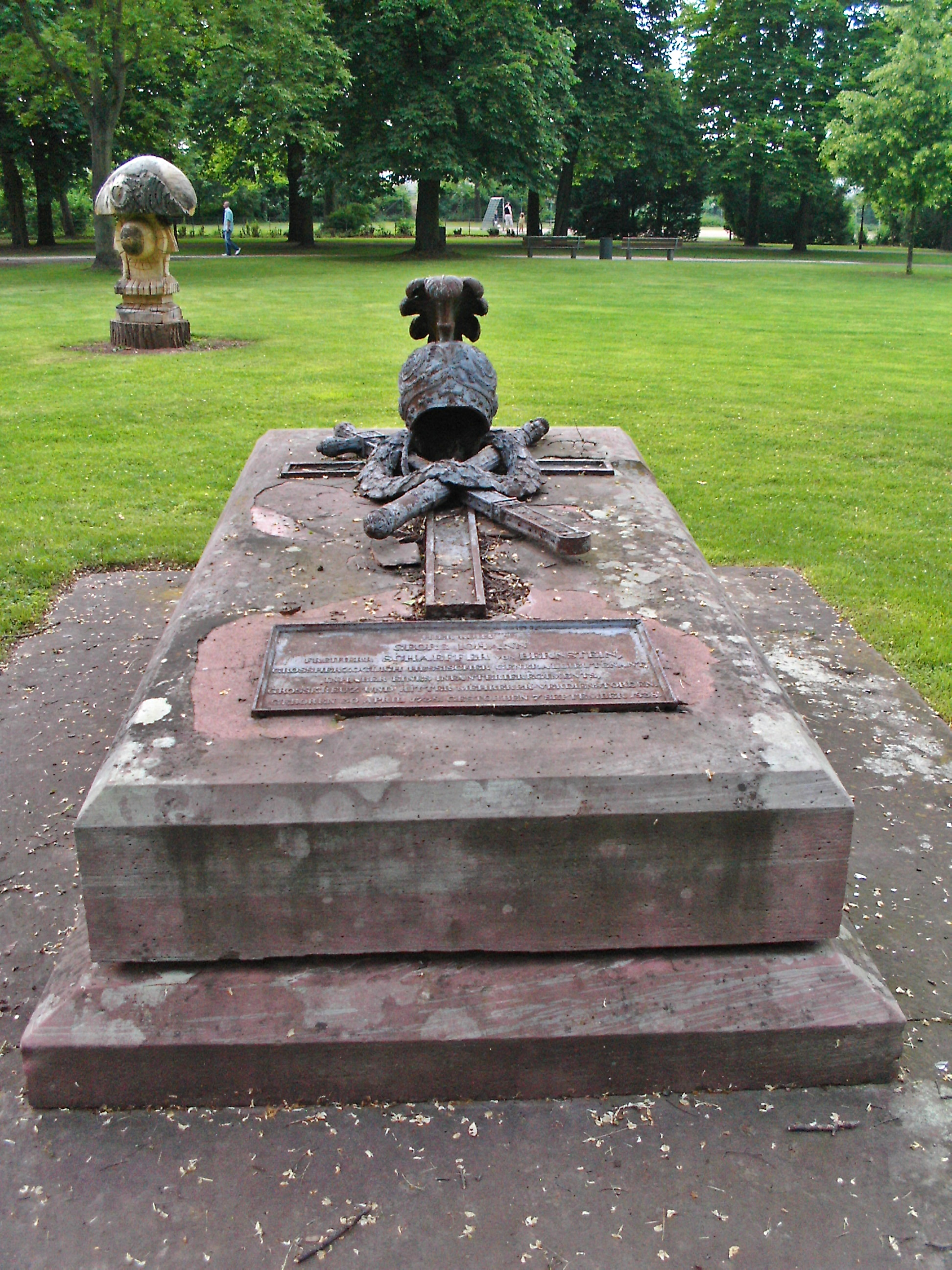
Grabmal, Worms, alter Friedhof (Albert-Schulte-Park)

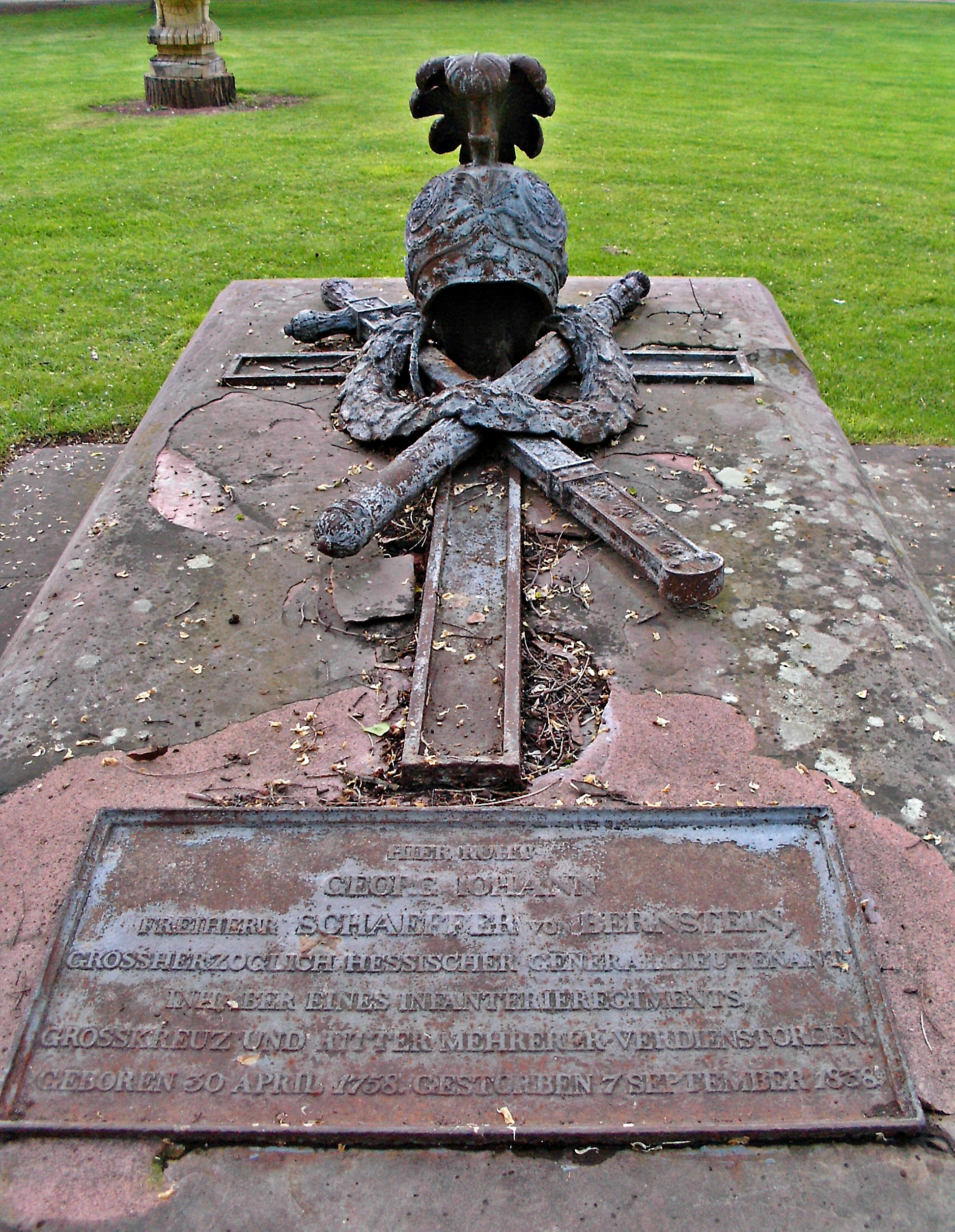
Grabinschrift

Johann Georg Schäffer, ab 1787 Schäffer von Bernstein, ab 1813 Freiherr von Schäffer-Bernstein (* 29. April 1758 in Rotenburg an der Fulda; † 7. September 1838 in Worms) war ein hessen-darmstädtischer Generalleutnant. Unter anderem befehligte er Truppen, die 1802 das Herzogtum Westfalen besetzten. 

## Herkunft und Familie
Er war der Sohn des Metzgermeisters Johannes Thomas Schäffer in Rotenburg. 1787 heiratete er Karoline von Mansbach (1757–1810), deren Mutter dem im Mannesstamm ausgestorbenen Geschlecht von Bernstein entstammte. Johann Georg Schäffer wurde im gleichen Jahr aufgrund seiner militärischen Verdienste durch kaiserliches Dekret mit dem Titel Schäffer von Bernstein nobilitiert. Als Witwer verband er sich in zweiter Ehe mit Marie Therese Harbert aus Arnsberg. 1813 erfolgte die Erhebung zum hessischen Freiherrn. Der spätere großherzoglich hessische Kriegsministers Friedrich von Schäffer-Bernstein (1789–1861) war sein Sohn aus erster Ehe.

## Leben und Wirken
Im Jahr 1775 trat Johann Georg Schäffer von Bernstein nach einer sorgfältigen Erziehung in das Jägerkorps von Hessen-Kassel ein. Auf der Grundlage des von Landgraf Friedrich II. mit König Georg III. von Großbritannien geschlossenen Vertrages kam er mit seiner Einheit 1776 nach Nordamerika, um die Briten in ihrem Kampf gegen die Amerikanische Unabhängigkeitsbewegung zu unterstützen. Dort stieg er zum Secondeleutnant auf und hat sich offenbar bewährt.
Nach seiner Rückkehr nach Hessen-Kassel wurde er in die dort verbliebene Jägerkompanie aufgenommen. Schäffer-Bernstein wurde 1787 in den Reichsadel erhoben. Im Jahr 1790 ging er im Range eines Hauptmanns nach Hessen-Darmstadt, da Ludwig IX. erfahrene Offiziere zur Reformierung seiner Truppen suchte. Im Jahr 1793 bekam er den Auftrag ein Jägerkorps zu bilden. Den personellen Grundstock bildeten Forstleute. Die Einheit nahm während des ersten Koalitionskrieges von 1793 bis 1796 als Teil eines hessischen Hilfskontingents der britischen Truppen in den Niederlanden teil. Obwohl seine Einheit sich bewährt hatte, wurde sie aufgelöst.
Im Range eines Obersts kommandierte er das hessische 1. Leibgrenadierbataillon in britischen Diensten, das mit anderen Truppen 1796 von Triest nach Gibraltar verschifft werden sollte. Dazu kam es nicht. Nach einer Stationierung in Kroatien kehrten die Einheiten nach Hessen zurück. In der Folgezeit bildete Schäffer-Bernstein die ihm unterstellten Truppen intensiv aus und verfasste dazu verschiedene Dienstanweisungen. Er erhielt in dieser Zeit auch diplomatische Aufträge.
Als sich im Zuge der Verhandlungen zum Reichsdeputationshauptschluss 1802 eine Übernahme des kurkölnischen Herzogtums Westfalen durch die Landgrafschaft Hessen-Darmstadt abzeichnete, erhielt er den Befehl, mit seinen Truppen das Land zu besetzen. Ab 1803 war er Kommandeur der in der hessen-darmstädtischen Provinz „Herzogtum Westfalen“ stationierten Brigade „Erbprinz“. Mit dieser machte er 1806 im Range eines Generalmajors auf napoleonischer Seite den Feldzug gegen Preußen mit. Die Einheit zeichnete sich verschiedentlich aus. Danach befehligte er die für Napoleon in Spanien kämpfenden großherzoglich hessischen Truppen. Er kommandierte eine Brigade der (3.) deutschen Division unter General Jean-François Leval. Auch auf dem spanischen Kriegsschauplatz wurde er von seinen Vorgesetzten gelobt. Im weiteren Verlauf übernahm er das Kommando über die deutsche Division. Auf Grund von dienstlichen Problemen, aber auch aus gesundheitlichen Gründen, bat er 1809 um seine Abberufung aus Spanien.
Im Jahr 1810 kehrt er nach Westfalen zurück. Er lebte noch in Arnsberg, als die Alliierten nach der Niederlage Napoleons bei Leipzig die Region erreichten. Großherzog Ludwig I., der inzwischen die Seiten gewechselt hatte, veranlasste ihn, in Darmstadt ein freiwilliges Jägerkorps aufzubauen und die allgemeine Landesbewaffnung zu organisieren. Nachdem Schäffer-Bernstein diese Aufträge erledigt hatte, kehrte er nach Westfalen zurück. Er wurde 1813 in der Freiherrenstand erhoben. Zeitweise befand er sich in einer diplomatischen Mission 1815 im Hauptquartier Wellingtons.
Nachdem die hessische Provinz „Herzogtum Westfalen“ durch den Wiener Kongress 1815 und das Traktat von Frankfurt vom 30. Juni 1816 an Preußen gefallen war, übergab Schäffer-Bernstein das Land an den neuen Landesherrn. Er wurde sodann von Ludwig I. mit der Ordnung der Landesbewaffnung auf dem linken Rheinufer Hessens betraut und lebte seither in Worms. Obwohl er kein Kommando mehr erhielt, wurde er bis zu seinem Tod ungewöhnlicherweise in der Liste der aktiven Generäle geführt. Im Jahr 1830 wurde er zum Inhaber des Leibregiments ernannt. Sein Grabmal ist in Worms, Albert-Schulte-Park (alter Friedhof), erhalten.